# ASPTT Nice
L'ASPTT Nice Côte d'Azur est un club omnisports. C'est une association loi de 1901 qui regroupe 4899 adhérents répartis en 26 activités sportives (2018), 15 sections, basée au 11 boulevard Delfino à Nice.
Club ouvert à tous, il n'est plus un club d'entreprise. L'ASPTT Nice Côte d'Azur compte 170 éducateurs, 200 bénévoles, 25 salariés (chiffres 2018).
Issu du Comité régional ASPTT PACA et Corse, il est le premier club omnisports des Alpes-Maritimes.

## Historique

### La Fédération des ASPTT
De jeunes postiers bordelais, pour la plupart facteurs ou télégraphistes, décidèrent en 1897 de se regrouper pour pratiquer ensemble leur sport favori, le cyclisme.
En 1920 était créée une société sportive par les postiers : A.S.P.T.T., la première section de Nice fut les 'boules' puis le football et le basket-ball.
Dès 1945, une fois réunies en Union des ASPTT et soutenues à partir de 1965 par une Charte du Sport, les ASPTT s'affirment comme une grande famille sportive, fer de lance du sport français. Elles sont aujourd'hui ouvertes à tous et, pour leurs champions comme pour leurs adhérents les plus novices, elles favorisent les pratiques sportives dans un esprit solidaire et fraternel.

### Fédération indépendante
Reconnue comme une Fédération sportive à part entière par le Ministère de la Jeunesse, des Sports et de la Vie Associative, et le Comité National Olympique et Sportif Français, notre mouvement joue un rôle très important dans la vie sportive municipale et l’animation des quartiers, grâce aux 36 000 dirigeants et bénévoles qui œuvrent actuellement au sein des écoles de sport.

## Dirigeants
- Président général : Eric Tanguy (depuis 1992) également président de la Fédération Française de Volley-ball
- Président général adjoint : Alexandre Negri, Jean-Denis François
- Secrétaire général : Céline Girelli
- Trésorier : Mohamed Oualdi

## Les sections sportives de 1920 à 2010
- Aïkido, 1968
- Athlétisme, 1967
- Basket-ball, 1920—voir ASPTT Nice (basket-ball)
- Bodyfit
- Boules, 1920
- Bridge, 1983
- Cyclisme, 1965
- Cyclotourisme, 1976
- Dance, Jazz, gym, 1986
- Echecs, Dames, 1974
- Karaté, 1968
- Kung fu, 1968
- Tennis de table, 1969
- Lutte
- Football, 1924
- Golf, 1996
- Gymnastique d'entretien, 1966
- Gymnastique rythmique, 1992
- Handball, 1965—voir OGC Nice Côte d'Azur Handball
- Judo Jujitsu, 1967
- Kidisport (3-6 ans)
- Marche nordique
- Natation, 1966
- Nage avec palmes, 1976
- Pétanque, 1975
- Pêche sous-marine en apnée, 1975
- Randonnée pédestre, 1986
- Rugby
- Ski, 1964
- Snowboard
- Tennis
- Tennis de table
- Triathlon
- Voile, 1965
- Volley-ball, 1952
- Water polo, 1984
- Yoga, 1985